# Eriosema molle
Eriosema molle är en ärtväxtart som beskrevs av Milne-redh. Eriosema molle ingår i släktet Eriosema och familjen ärtväxter. Inga underarter finns listade i Catalogue of Life.